# Geissorhiza arenicola
Geissorhiza arenicola är en irisväxtart som beskrevs av Peter Goldblatt. Geissorhiza arenicola ingår i släktet Geissorhiza och familjen irisväxter. Inga underarter finns listade i Catalogue of Life.